# Drosophila mesophragmatica
Drosophila mesophragmatica är en tvåvingeart som beskrevs av Oswald Duda 1927. Drosophila mesophragmatica ingår i släktet Drosophila och familjen daggflugor.
Artens utbredningsområde täcker ett område i Sydamerika som inkluderar Bolivia, Brasilien, Colombia och Peru.